# Beltenebros (pel·lícula)
Beltenebros, coneguda internacionalment com a Prince of Shadows, és una pel·lícula espanyola de thriller i misteri coescrita i dirigida per Pilar Miró i protagonitzada per Terence Stamp, Patsy Kensit, Jorge de Juan i José Luis Gómez. Està basada en la novel·la homònima d'Antonio Muñoz Molina.

## Sinopsi
Durant els anys de la fosca postguerra espanyola Darman, un anglès que va lluitar al Bàndol republicà durant la Guerra Civil Espanyola, viatja a Madrid amb la missió de matar a un talp infiltrat en l'organització del clandestí Partit Comunista. Per a trobar a la seva víctima, Darman comença una relació amb Rebeca, la prostituta més cara i bella de la ciutat, qui resulta ser l'amant de l'home a qui busca.

## Repartiment
- Terence Stamp... Darman
- Jorge de Juan... Luque
- José Luis Gómez... Ugarte/Valdivia
- Patsy Kensit... Rebeca
- Pedro Díez del Corral... Policia
- Ruth Gabriel... Charo
- Geraldine James... Rebeca Osorio
- Carlos Hipólito... Propietari empresa
- Simón Andreu... Andrade
- Aleksander Bardini - Bernal
- John McEnery - Walter
- Francisco Casares - Ferroviari
- Queta Claver - Dansaire
- Felipe Vélez - Policia
- William Job - Howard
- Magdalena Wójcik - Ballarina de tango polonesa

## Comentaris
Luis Martínez va escriure a El País: "Thriller passional, hiperrealista i desaforat que d'un cop descobreix el millor del panorama interpretatiu espanyol".

## Palmarès cinematogràfic
Premis Goya
| Any  | Categoria                                     | Nom                                           | Resultat  |
| ---- | --------------------------------------------- | --------------------------------------------- | --------- |
| 1992 | Millor director                               | Pilar Miró                                    | Nominat   |
| 1992 | Millor interpretació masculina de repartiment | José Luis Gómez                               | Nominat   |
| 1992 | Millor guió adaptat                           | Mario Camus, Pilar Miró i Juan Antonio Porto  | Nominat   |
| 1992 | Millor fotografia                             | Javier Aguirresarobe                          | Guanyador |
| 1992 | Millor muntatge                               | José Luis Matesanz                            | Guanyador |
| 1992 | Millors efectes especials                     | Reyes Abades                                  | Guanyador |
| 1992 | Millor direcció artística                     | Fernando Sáenz i Luis Vallés                  | Nominat   |
| 1992 | Millor direcció de producció                  | José Luis García Arrojo                       | Nominat   |
| 1992 | Millor maquillatge i perruqueria              | Juan Pedro Hernández                          | Nominat   |
| 1992 | Millor so                                     | Manuel Cora i Carlos Faruolo i Alberto Herena | Nominat   |

42è Festival Internacional de Cinema de Berlín.
| Any  | Categoria                      | Nom                  | Resultat  |
| ---- | ------------------------------ | -------------------- | --------- |
| 1992 | Ós de plata al millor muntatge | Javier Aguirresarobe | Guanyador |

Medalles del Cercle d'Escriptors Cinematogràfics de 1990
| Categoria         | Nom                  | Resultat  |
| ----------------- | -------------------- | --------- |
| Millor fotografia | Javier Aguirresarobe | Guanyador |

Mystfest
| Año  | Categoría         | Nombre               | Resultado |
| ---- | ----------------- | -------------------- | --------- |
| 1992 | Millor fotografía | Javier Aguirresarobe | Guanyador |

Premi Ondas
| Any  | Categoria       | Nom        | Resultat  |
| ---- | --------------- | ---------- | --------- |
| 1992 | Millor director | Pilar Miró | Guanyador |